# Heinrich Schenck
Johann Heinrich Rudolf Schenck (1860–1927) fue un botánico alemán que era natural de Siegen. Era un hermano del geógrafo Adolf Schenck (1857-1936).
Heinrich Schenck inicialmente estudió ciencias naturales en la Universidad de Bonn (1879-1880), y luego continuó sus estudios en Berlín bajo August Wilhelm Eichler (1839-1887) y Simon Schwendener (1829-1919). Más tarde regresó a Bonn como estudiante de Eduard Strasburger (1844-1912), donde recibió su doctorado en 1884. En 1889 se convirtió en profesor en Bonn, y en 1896 se trasladó al Instituto Politécnico de Darmstadt, donde fue nombrado director de la jardín botánico.
Schenck emprendió la investigación con importantes adaptaciones de las plantas acuáticas a su entorno bajo el agua. Él también llevó a cabo estudios sobre la ecología, la morfología y la histología de las lianas. En 1886-87 acompañó a Andreas Franz Wilhelm Schimper (1856-1901) en una expedición científica a Brasil, y en 1908 realizó investigaciones botánicas en México.
Con George Karsten (1863-1937), fue coautor de la revista botánica Vegetationsbilder. Además, publicó información sobre las colecciones botánicas extraídas de la Expedición antártica alemana de 1901-1903.

## Algunos escritos
- Tropische Nutzpflanzen, 1903 — Tropical crops
- Mittelmeerbäume, 1905 — Mediterranean trees
- Alpine Vegetation, 1908 — Flora alpina
- Süd-Kamtschatka, 1932 with Eric Hultén and George Karsten — Southern Kamchatka.[1]